# Менкен, Ада Айзекс
Ада Айзекс Менкен (англ. Adah Isaacs Menken; 15 июня 1835, Новый Орлеан, Луизиана — 10 августа 1868, Париж) — американская писательница, поэтесса, балерина и самая высокооплачиваемая актриса

 своего времени. Она была наиболее известна своим выступлением в ипподраме Мазепа, кульминация которого заключалась в том, что она была обнаженной и проехала верхом на лошади по сцене.

## Биография
Ада Айзекс Менкен родилась 15 июня 1835 года в Новом Орлеане и по версии «ЭСБЕ», была еврейского происхождения, что косвенно подтверждает статья о ней в «ЕЭБЕ». Однако исследования о её происхождении продолжаются уже второй век, а её отношение к иудаизму скорее всего начинается и заканчивается первым браком с Менкеном, фамилию которого она уже не меняла и который действительно был евреем.

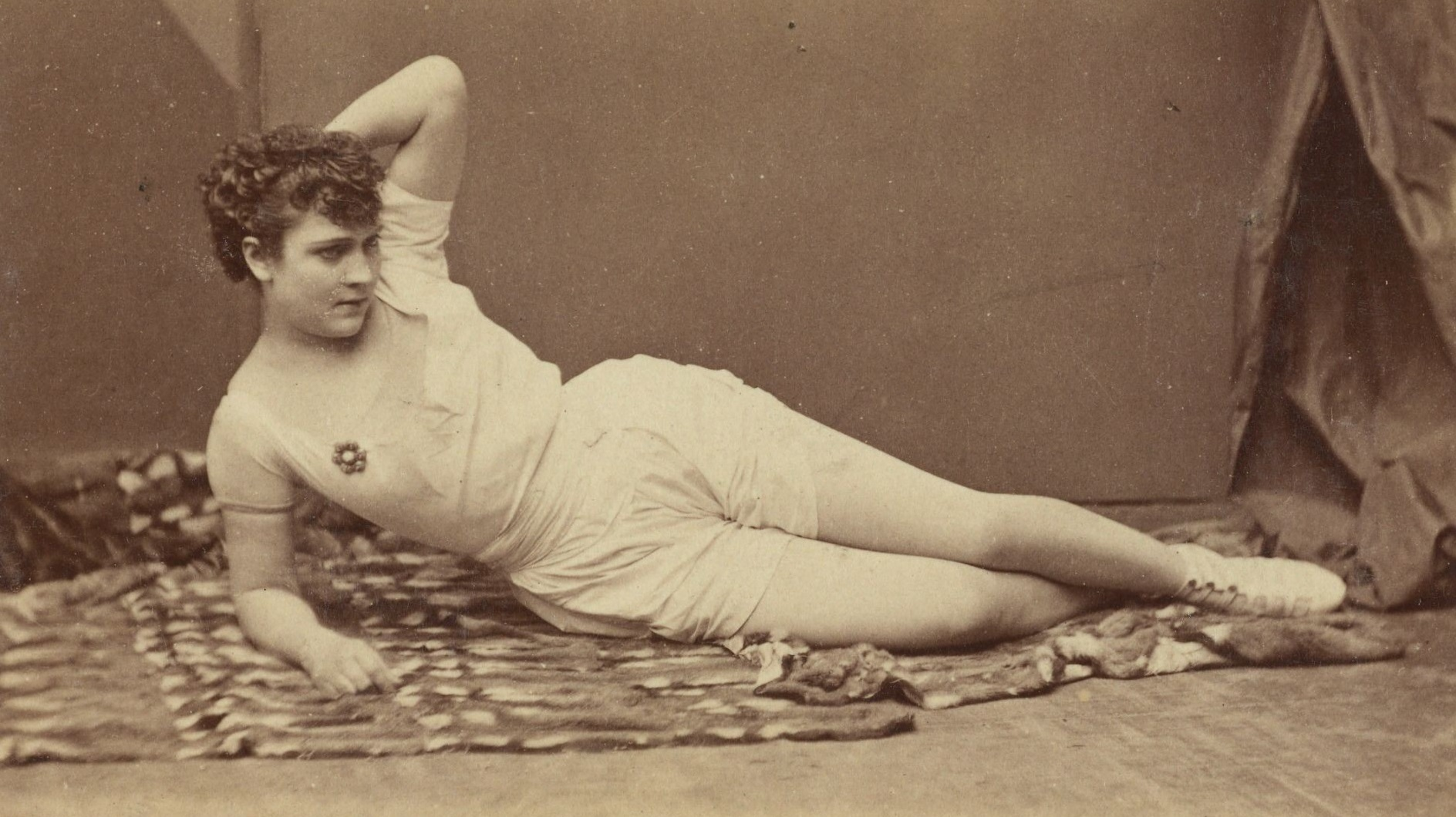
Ада Айзекс Менкен (1868)

В этих-же энциклопедиях сказано, что она «была в плену у индейцев», но других подтверждений тому найти не удалось, да и неизвестно, сколько продолжался этот плен (полчаса или полгода) и были ли индейцы враждебны. Возможно, они просто сопровождали один из обозов, но пресса раздула из этого целый вестерн, наверняка не без помощи самой актрисы, которая любила всё приукрасить (см. ниже её рассказы о своём происхождении).
Сама она в своей автобиографической книге «Некоторые заметки о ее жизни в ее собственных руках», опубликованной в New York Times в 1868 году, утверждала, что родилась как Мари Рэйчел Аделаида де Вере Спенсер в городе Бордо, Франция, и жила на Кубе в детстве, прежде чем ее семья поселилась в Новый Орлеан. В другом месте, в 1865 году, она написала, что ее имя при рождении было Долорес Адиос Лос Фиертес, и что она была дочерью француженки из Нового Орлеана и мужчины испанского происхождения. Около 1940 года ученые пришли к единому мнению, что ее родителями были Огюст Теодор, свободный темнокожий мужчина, и Мари, креолка смешанной расы, а Ада выросла как католичка.

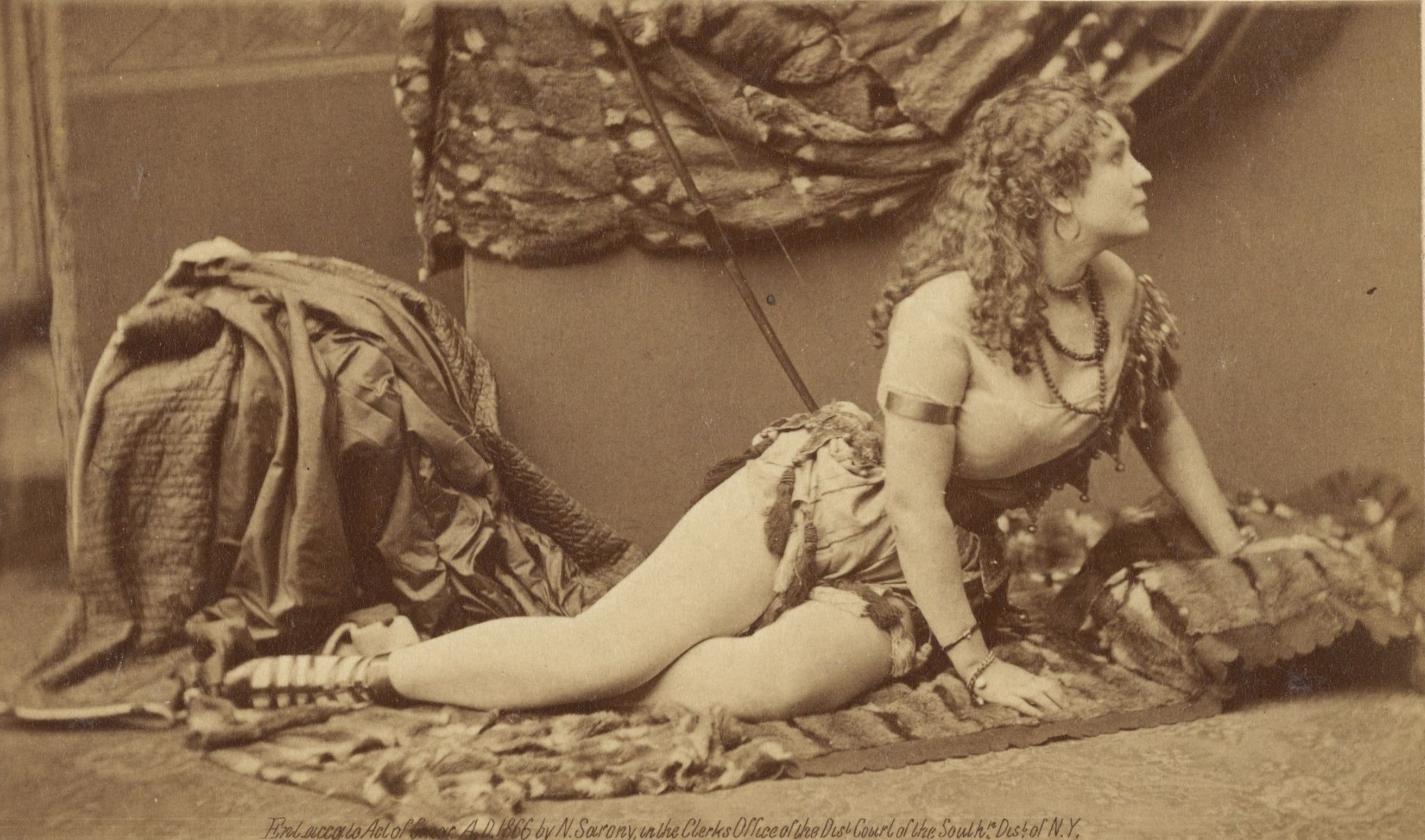
Ада Айзекс Менкен в ипподраме «Мазепа» (1866)

Эд Джеймс, друг-журналист, написал после ее смерти: «Ее настоящее имя было Аделаида МакКорд, и она родилась в Милнебурге, недалеко от Нового Орлеана, 15 июня 1835 года». [6] Возможно, она также пересказывала эту версию. Предположительно у неё были сестра и брат. Однако в 1990 году Джон Кофран, используя записи переписи населения, сказал, что она родилась как Ада К. МакКорд в Мемфисе, штат Теннесси, в конце 1830 года. Он сказал, что она была дочерью ирландского купца Ричарда МакКорда и его жены Кэтрин. По словам Кофрана, её отец умер, когда она была маленькой, и ее мать снова вышла замуж. Затем семья переехала из Мемфиса в Новый Орлеан.
По отзывам современников, Ада была способной ученицей; она свободно говорила на французском и испанском и обладала выдающимися способностями к языкам. В детстве Ада выступала танцовщицей в балете Французской оперы в Новом Орлеане. В более позднем детстве она выступала танцовщицей в Гаване, Куба, где была коронована «Королевой Плазы».

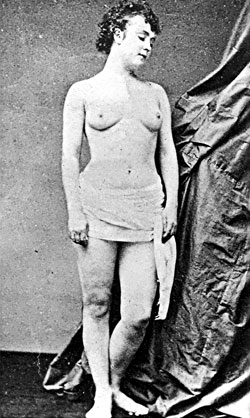
А. А. Менкен (топлес) 1860
Очень смелое для женщины того времени фото, но авторитет актрисы был так велик, что за редким исключением, мало кто называл её падшей и т. п.

После Кубы Менкен ушла из танцев и стала актрисой и сначала начала покорять сцену в Техасе. По словам Грегори Эйселейна, она читала Шекспира, писала стихи и зарисовки для The Liberty Gazette. В феврале 1855 года она впервые вышла замуж в графстве Галвестон за музыканта Дж. У. Книса. Брак закончился где-то в 1856 году, когда она познакомилась и почти сразу вышла замуж за человека, который обычно считался ее первым мужем, Александра Исаака Менкена, музыканта, который происходил из известной еврейской семьи реформаторов в Цинциннати, штат Огайо. Новый муж стал ее менеджером, а Ада Менкен выступала в качестве актрисы на Среднем Западе и Верхнем Юге, также давая литературные чтения. Она получила достойные отзывы, которые отметили ее «безрассудную энергию», и выступала с мужчинами, которые стали впоследствии известными актерами, например Эдвин Бут и Джеймс Э. Мердок.
В 1857 году пара переехала в Цинциннати, где Менкен и создала свои «еврейские корни», рассказав репортеру, что родилась еврейкой. Она изучала иудаизм и осталась с верой, хотя официально никогда в неё не обращалась. В этот период она публиковала стихи и статьи об иудаизме в «Израильтянине в Цинциннати». Газета была основана раввином Исааком Майером Вайсом, который сыграл решающую роль в движении реформистского иудаизма в Соединённых Штатах Америки. Её также начали публиковать в «Еврейском вестнике Нью-Йорка».
Ада добавила букву «h» к своему имени и букву «s» к Исааку, и к 1858 году она назвала себя Ада Исаакс Менкен. Она работала актрисой в Нью-Йорке и Сан-Франциско, а также гастролировала по стране и кроме того стала известна своими стихами и живописью. И хотя ни одно из её произведений не было хорошо встречено крупными критиками, она стала знаменитостью.

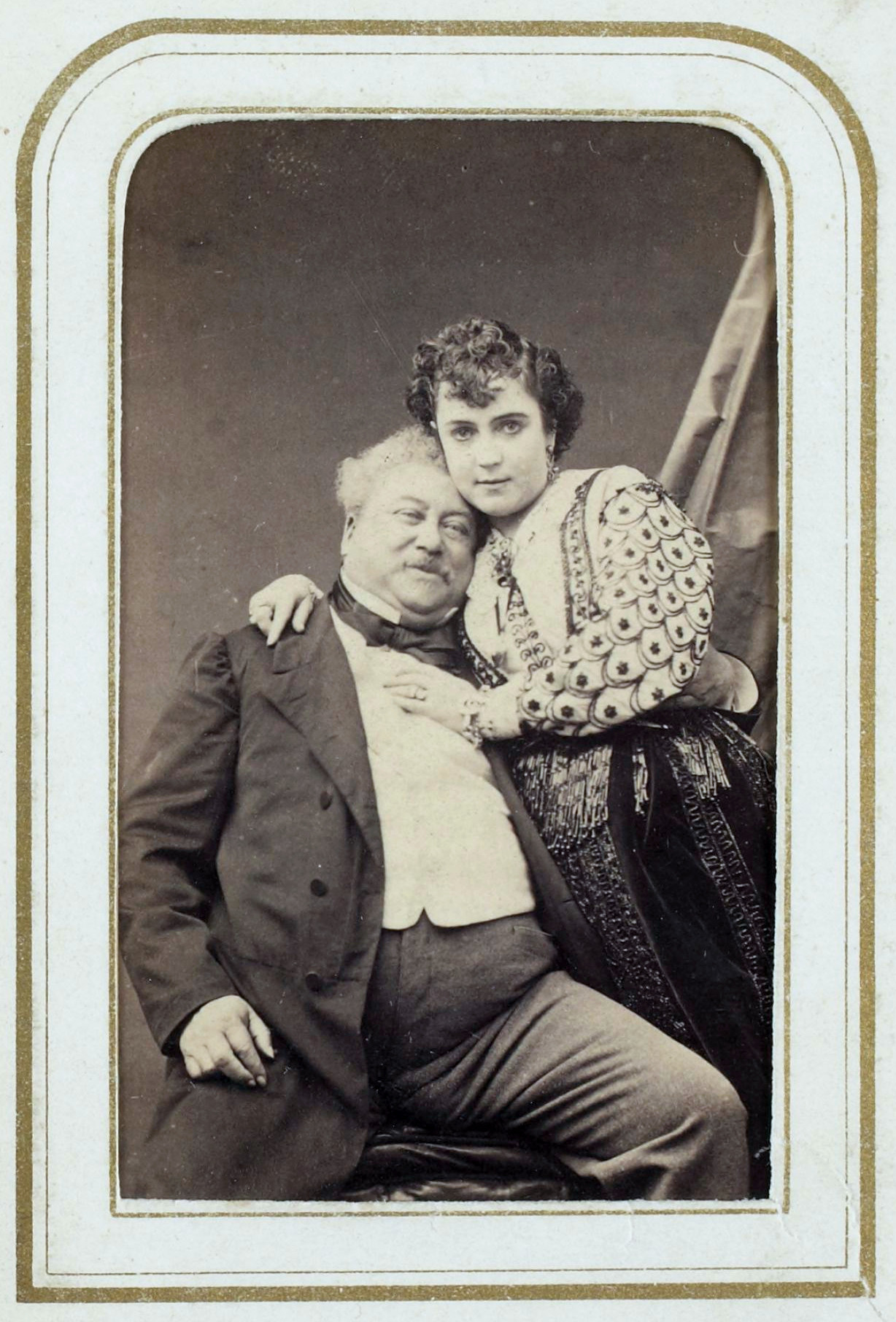
Менкен и А. Дюма-отец
(фото около 1867 года)

В то время Менкен носила короткие волнистые волосы, что было очень необычно для женщин того времени. Она культивировала богемную и временами андрогинную внешность. Она сознательно создала свой имидж в то время, когда рост популярных СМИ помогал его популяризировать.
В 1859 году Менкен появилась на Бродвее в Нью-Йорке в пьесе «Французский шпион». Её работа вновь не получила высокой оценки критиков. «New York Times» назвала ее «худшей актрисой на Бродвее». «The Observer» написал чуть мягче: «Ей восхитительно не мешают оковы таланта». Но Менкен продолжала исполнять небольшие партии в Нью-Йорке, а также читать Шекспира и вести лекции.
Её третьим мужем стал Джон К. Хинан, популярный ирландско-американский боксер, за которого она вышла замуж в 1859 году. Через некоторое время после их свадьбы пресса обнаружила, что она еще не развелась с Менкеном, и обвинила её в двоеженстве. Она ожидала, что Менкен быстро справится с разводом, что он в конечном итоге и сделал. Поскольку Джон Хинан был одной из самых известных и популярных фигур в Америке, пресса также обвиняла Менкен в женитьбе ради самопиара. Она назвала себя миссис Хинан в Бостоне, Провиденсе, Балтиморе и Филадельфии, используя его имя, несмотря на их развод после года брака. У них родился сын, который умер вскоре после рождения.

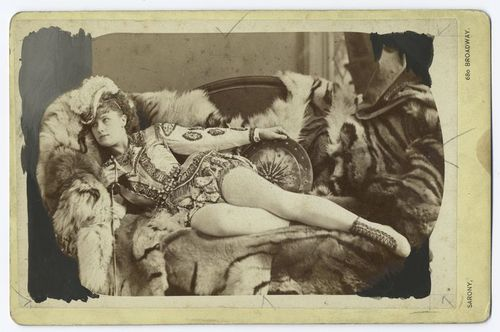
Ада Айзекс Менкен (~1860)

Находясь в Нью-Йорке, Менкен познакомилась с поэтом Уолтом Уитменом и некоторыми другими представителями его богемного круга. На неё заметно повлияли его произведения, и она начала писать в более конфессиональном стиле, придерживаясь общих сентиментальных условностей того времени. В 1860—1861 годах она опубликовала 25 стихотворений в развлекательной газете Нью-Йорка «Санди Меркьюри». Позже они были собраны вместе с еще шестью в её единственной книге «Инфелиция», опубликованной через несколько месяцев после ее смерти. Публикуя статьи в газете, она достигла более широкой аудитории, чем многие женские журналы, включая читателей как мужчин, так и женщин, которые могли пойти и посмотреть её выступление в качестве актрисы.
В 1860 году Менкен написал обзор под названием «Плавание против течения», в котором хвалила новое издание «Листьев травы» Уитмена, говоря, что он «на столетия опередил своих современников» и заявила о своей богемной идентичности, поддерживая его. В том же году Менкен также написала статью о выборах 1860 года; эта необычная тема для женщины той эпохи, ещё больше укрепила её авторитет, особенно среди феминисток.

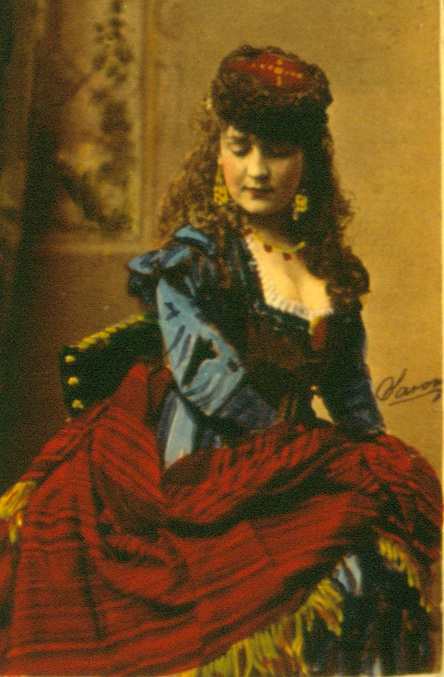
Ада Айзекс Менкен (1855)

Когда Ада Айзекс Менкен встретила Шарля Блондена, известного тем, что он пересек Ниагарский водопад по канату, они очень заинтересовались друг другом. Она предложила выйти за него замуж, если они смогут сыграть парочку над водопадом, но Блонден отказался, сказав, что он будет «отвлекаться на ее красоту». Но роман у них был, во время которого они провели водевильный тур по США.
В 1862 году А. А. Менкен вновь вышла замуж за Роберта Генри Ньюэлла — юмориста и редактора «Санди Меркьюри» в Нью-Йорке, который недавно опубликовал большую часть её стихов; они были вместе около трех лет.
В 1866 году Менкен нашла нового мужа — игрока Джеймса Пола Баркли (англ. James Paul Barkley), но вскоре вернулась без него во Францию, где продолжила выступать. Там у нее родился сын, которого она назвала Луи Дюдеван Виктор Эмануэль Баркли. Крестной матерью младенца была писательница Жорж Санд; Луи умер в младенчестве. И уже в том-же году она закрутила роман с Александром Дюма старшим, что у многих вызвало негодование, так как он был намного старше её; это существенно повредило её имиджу, поэтому вскоре она переключила внимание на английского поэта Алджернона Чарлза Суинберна.

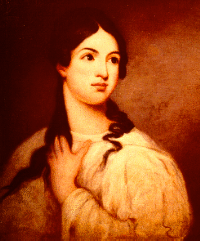
Портрет Менкен около 1860 года

В то время, когда она была самой высокооплачиваемой актрисой своего времени, она была щедрой к друзьям, нуждающимся театральным деятелям и благотворительным организациям. Находясь в Европе, Менкен продолжала играть для американской публики в плане своего имиджа. Как обычно, она привлекла к себе множество поклонников-мужчин, в том числе таких выдающихся деятелей, как писатели Чарльз Диккенс, Чарльз Рид и юморист Том Худ.
В Лондоне Ада Айзекс Менкен серьёзно заболела (различные источники предполагают, что у неё был перитонит или туберкулёз, или онкологическое заболевание) и была вынуждена покинуть сцену, в результате чего, ей пришлось бороться с бедностью, так как она всегда жила «на широкую ногу» и при своих невиданных до селе для женщины-актрисы гонорарах, так ничего и не скопила. Благотворительные организации и многие театральные деятели, которым она раньше весьма щедро помогала предпочитали «не замечать» её положения.
Менкен не сдавалась и вернулась в Париж, где начала готовить свои стихи к публикации, но смерть помешала ей закончить начатое. Из Парижа она написала другу следующее письмо:
«Я потерялась для искусства и жизни. Тем не менее, когда все сказано и сделано, разве я в моем возрасте не вкусила больше жизни, чем большинство женщин, доживших до ста лет? Тогда будет справедливо, что я пойду туда, куда идут старики…»
Ада Айзекс Менкен скончалась 10 августа 1868 года во французской столице в возрасте 33 лет и за это время оставила такой заметный след в культуре Старого и Нового Света, что каждое слово, сказанное ей в приведенной цитате, стоило бы высечь на её могиле. Но на Кладбище Монпарнас, где она была похоронена, выбиты другие слова: «ТЫ ЗНАЕШЬ».